# Glencorse Old Parish Church

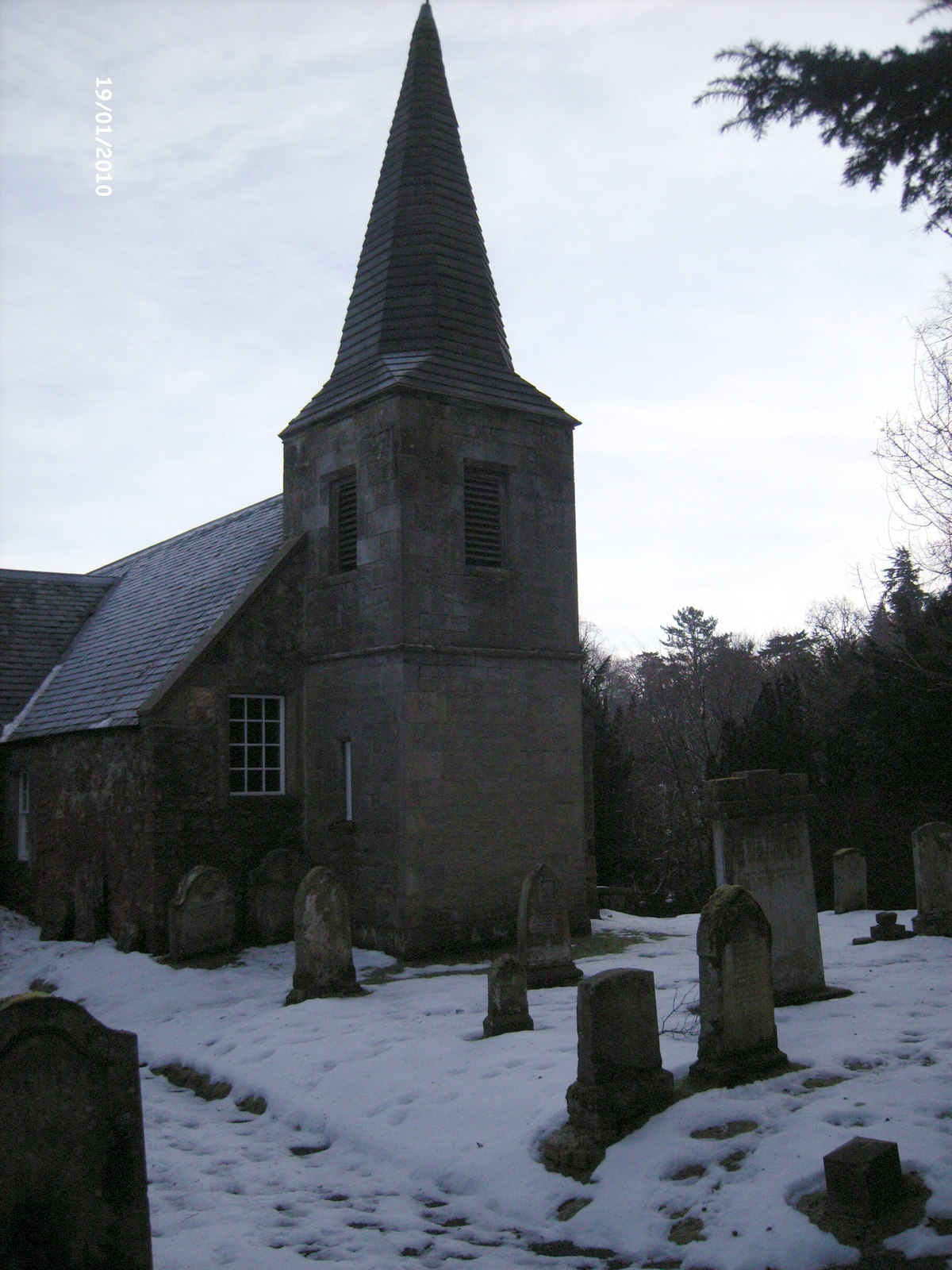
Glencorse Old Parish Church

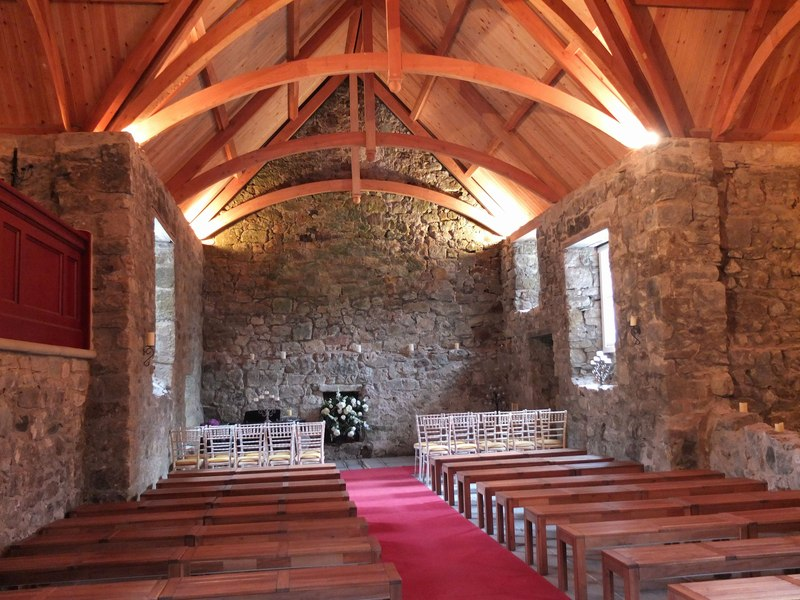
Blick in den Innenraum

Die Glencorse Old Parish Church, auch Glencorse Old Kirk, ist ein Kirchengebäude in der schottischen Stadt Penicuik in der Council Area Midlothian. 1971 wurde das Bauwerk in die schottischen Denkmallisten in der höchsten Kategorie A aufgenommen. Des Weiteren war es bis 2013 als Scheduled Monument klassifiziert.

## Geschichte
Das Kirchengebäude wurde im Jahre 1665 als Pfarrkirche des Parishs Glencorse erbaut. Es entstand an einer alten religiösen Stätte namens Erncraig. Noch im selben Jahrhundert fiel das Bauwerk einem Brand zum Opfer und wurde 1699 wiederhergestellt. Robert Trotter (nicht zu verwechseln mit dem gleichnamigen Schauspieler und Regisseur), der im nahegelegenen Bush House lebte, stiftete der Kirche ein Areal, welches bis heute als Friedhof genutzt wird. Außerdem veranlasste er wahrscheinlich den Bau des hölzernen Helms, mit welchem der Glockenturm schließt. Der Schriftsteller Robert Louis Stevenson besuchte die Glencorse Old Parish Church und beschrieb das Bauwerk als „entzückendsten Ort auf Erden“. Nachdem das Gebäude bis in die 1880er Jahre als Pfarrkirche gedient hatte, wurde es durch den Neubau der Glencorse Parish Church obsolet und verfiel. Um 2004 erhielt die Ruine ein neues Dach und wurde teilweise wiederhergestellt. Die Arbeiten sind jedoch unvollendet.

## Beschreibung
Die Glencorse Old Parish Church liegt in einem kleinen Wäldchen nördlich von Penicuik. Ursprünglich handelte es sich um ein längliches Gebäude, das jedoch durch das Hinzufügen eines Querhauses einen kreuzförmigen Grundriss erhielt. Das Mauerwerk besteht aus Bruchstein. An der westexponierte Frontseite ragt der aus dem Jahre 1811 stammende Glockenturm auf. Dieser weist einen quadratischen Grundriss auf. Das Schichtenmauerwerk aus Quaderstein ist schlicht und mit einem Gurtgesimse gestaltet. Er schließt mit einem spitzen Helm mit Wetterfahne. An der Nordseite geht der als Glencorse Aisle bezeichnete Teil des Querhauses ab, während der südliche Teil Woodhouselee Aisle heißt. Letzterer ist mit einem Maßwerk aus dem Jahre des Wiederaufbaus 1699 gestaltet. Das Gebäude schließt mit schiefergedeckten Dächern.